# Fátima Báñez

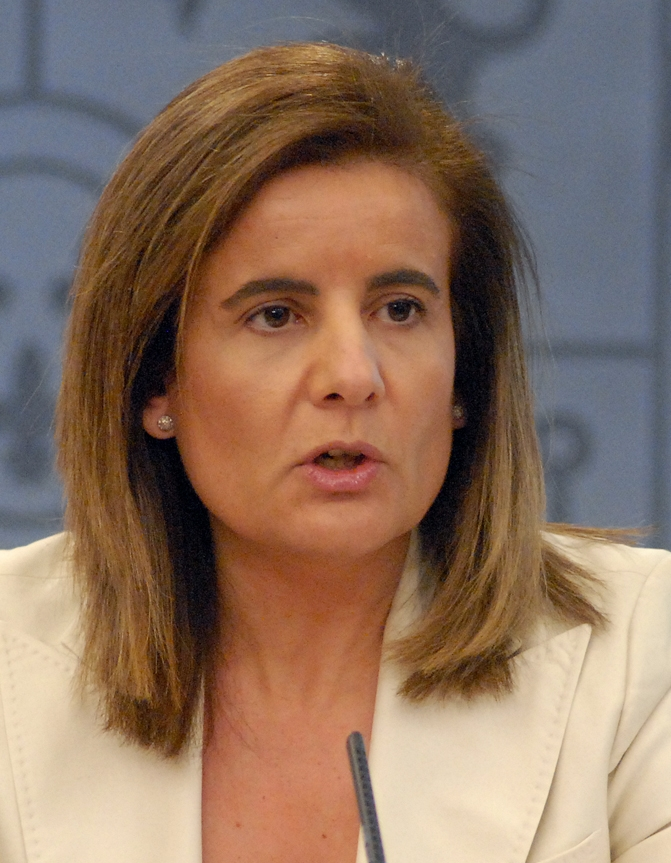
Fátima Báñez (2012)

María Fátima Báñez García (* 6. Januar 1967 in San Juan del Puerto, Provinz Huelva) ist eine spanische Politikerin der Partido Popular.

## Leben und Karriere
Báñez studierte Rechtswissenschaft und Wirtschaftswissenschaft. Von 1997 bis 2000 arbeitete sie für das andalusische Rundfunkunternehmen Radio y Televisión de Andalucía (RTVA).
Seit 2000 ist sie Abgeordnete des Congreso de los Diputados für den Wahlkreis Huelva. Am 22. Dezember 2011 wurde sie zur Ministerin für Arbeit und Sozialversicherung im Kabinett Rajoy ernannt.
Báñez ist verheiratet und hat zwei Kinder.